# Comuna Grudziądz
Gmina Grudziądz este o comună (în poloneză: gmina) rurală în powiat Grudziądz, voievodatul Cuiavia și Pomerania, Polonia.
Comuna acoperă o suprafață de 166,93 km² și are, potrivit datelor din anul 2006, o populație de 10.359.